# 西九龍中天地

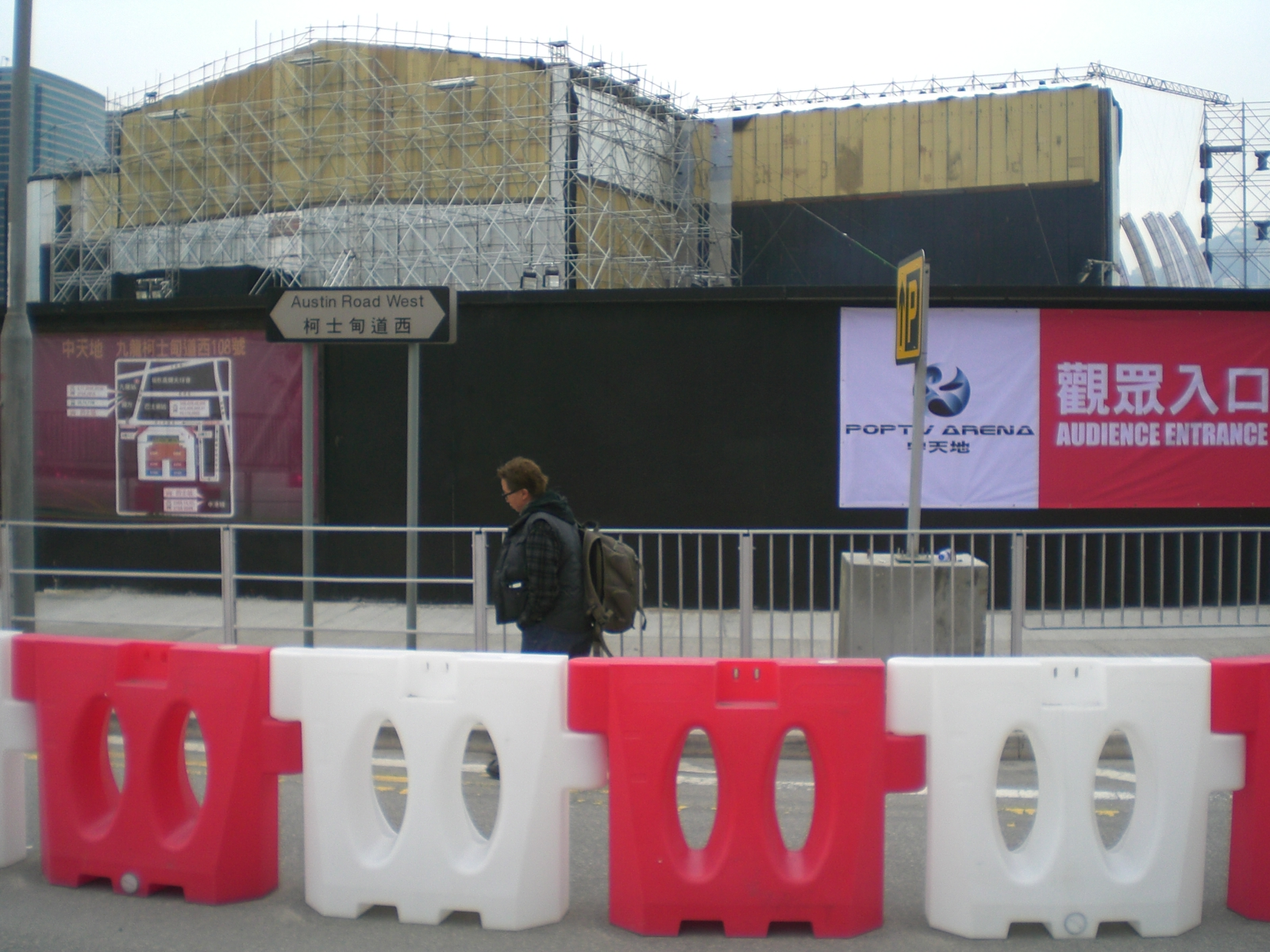
西九龍中天地

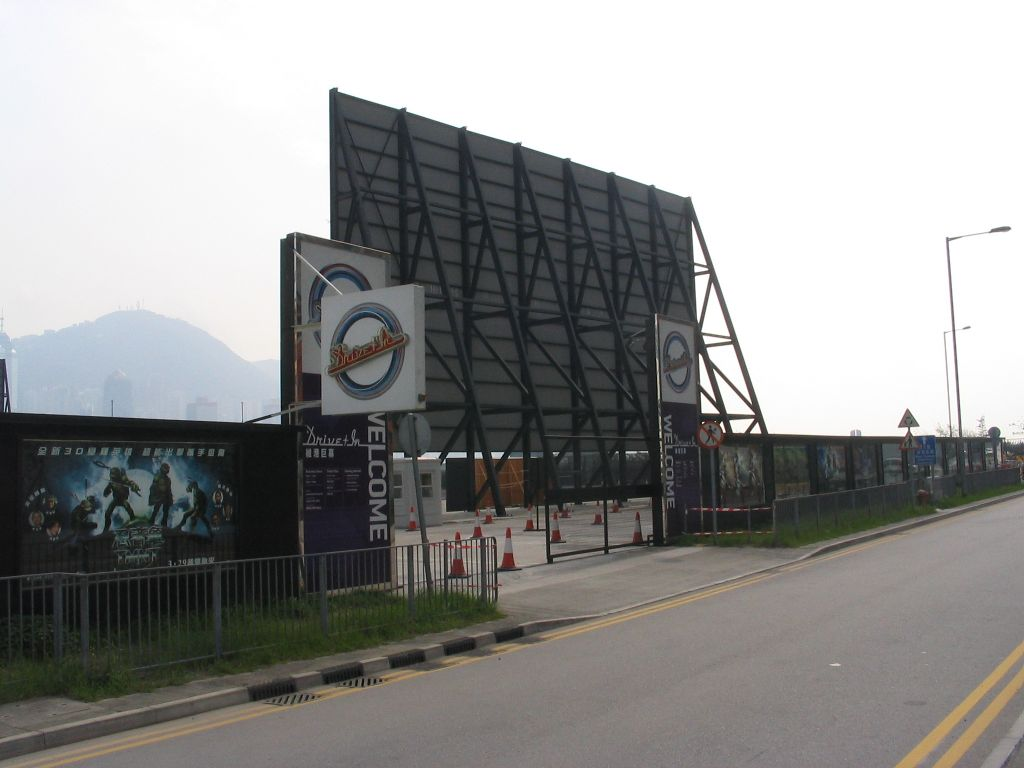
維港巨幕

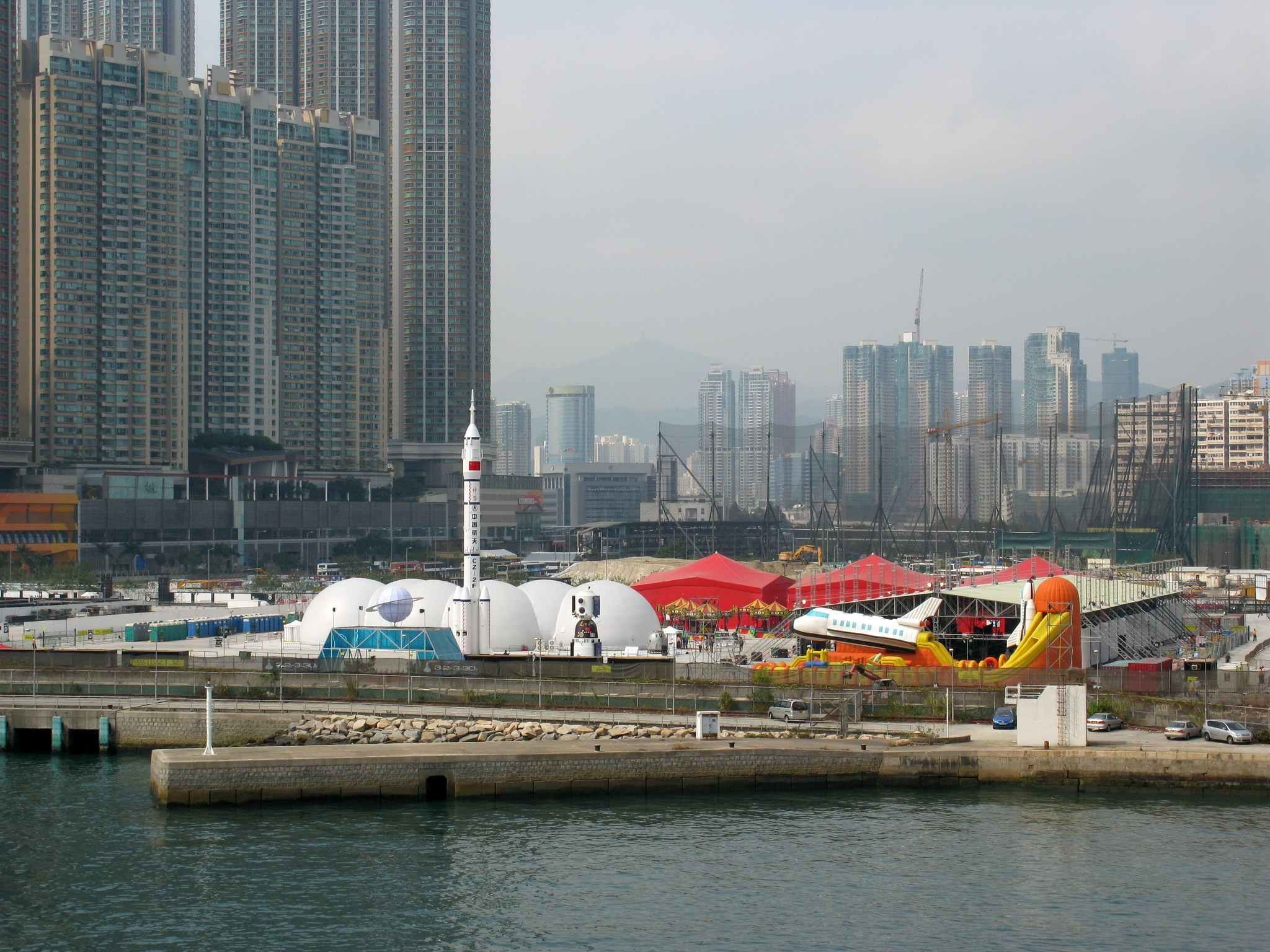
香港中國航天展

西九龍中天地（簡稱中天地）前身為維港巨幕，位於香港西九龍柯士甸道西108號，是一個已拆卸在臨海的填海地皮的汽車影院。現為廣深港高速鐵路香港西九龍站。

## 歷史

### 維港巨幕時期
西九龍中天地前身為維港巨幕，為香港首座及至今唯一一所汽車戲院；由兩間私人公司──Sowell Resources有限公司及Bingo City有限公司，以短期租約方式向香港政府租用，總面積約為60萬平方呎。維港巨幕設有兩間獨立影院，每間影院可以分別容納100輛汽車、40個普通座位及10個獨立貴賓包廂。每個屏幕的大小尺寸為25米闊、14米高。

### 後期
2007年9月8日，維港巨幕被更改興建為娛樂表演場Pop TV Arena。
2008年1月至2月，香港歌手張學友的《學友光年世界巡迴演唱會》最後6場在Pop TV Arena演出。2月23至24日, 台灣歌手羅志祥的《一支獨Show世界巡迴演唱會》香港站在此演出。2月29日至3月30日，作為香港中國航天展館展覽6月1日，為同年於5月12日發生的汶川大地震舉行《演藝界512關愛行動》籌款活動。
約於2008年7月，西九龍中天地被拆卸。中天地原址最終用作發展西九文化區及興建廣深港高速鐵路香港西九龍站。

## 鄰近
- 圓方
- 戲曲中心
- 環球貿易廣場/天際100
- 九龍站過境巴士總站
- 西九文化區
- 君臨天下
- 漾日居
- 擎天半島
- The Austin/Grand Austin
- 港鐵九龍站
- 廣深港高速鐵路（廣深港高鐵）
- 香港西九龍站（西九龍站）
- 港鐵柯士甸站

## 相關
- 西九文化區
- 平昌奧林匹克體育場

## 外部連結
- 維港巨幕網站